# Rifugio Havis De Giorgio - Mondovì
Il rifugio Havis De Giorgio - Mondovì (a volte indicato semplicemente come rifugio Mondovì) è un rifugio situato nella catena delle Alpi Liguri nel comune di Roccaforte Mondovì, in provincia di Cuneo, a 1761 metri di altitudine.

## Storia
Il rifugio venne costruito nel 1929, con il nome di rifugio Mondovì; nel 1945 venne ampliato, e fu dedicato alla memoria dell'alpinista monregalese Havis de Giorgio, morto in Africa Orientale Italiana nel 1939, lanciandosi eroicamente contro il nemico per permettere la messa in salvo dei compagni. Mussolini consegnò al padre Guido De Giorgio la medaglia d'oro al valore militare. Il rifugio venne ulteriormente ampliato e adeguato alle normative nel 1999. Nel 2008 è stato completamente ristrutturato, con nuova inaugurazione il 30 agosto 2008.

## Caratteristiche
È una costruzione in muratura di pietrame a due piani. Dispone di 58 posti letto suddivisi in camerette, dotate di bagno attrezzato per i disabili. Il locale invernale dispone di 6 posti letto. Offre servizio bar, ristorante ed alberghetto.

## Accessi
L'accesso principale al rifugio è dalla località Porta di Pian Marchisio, in valle Ellero, raggiungibile con l'auto. Da qui si diparte una pista agro-silvo-pastorale che permette di raggiungere il rifugio in 30 minuti a piedi.

## Ascensioni Punta Marguareis (2651 m)
- Cima delle Saline (2612 m)
- Cima Pian Ballaur (2604 m)
- Monte Mongioie (2631 m)
- Cima di Serpentera Nord (2358 m)

## Traversate
- al rifugio Garelli (1970 m)
- al rifugio don Barbera (2079 m)
- al rifugio Mongioie (1550 m)
- al rifugio Ciarlo-Bossi (1540 m)

Il rifugio si trova sul percorso della Grande Traversata delle Alpi, di cui costituisce una tappa facoltativa (punto intermedio tra Viozene e il rifugio Garelli), e sorge a breve distanza dal caratteristico Lago Biecai.
È inoltre inserito nel Giro del Marguareis, trekking di 5 giorni intorno alla sommità delle Alpi Liguri.